# Leptognathia greveae
Leptognathia greveae is een naaldkreeftjessoort uit de familie van de Leptognathiidae. De wetenschappelijke naam van de soort is voor het eerst geldig gepubliceerd in 1976 door Kudinova-Pasternak.